# Chiefs (rugby a 15)
I Chiefs, già noti come Waikato Chiefs, sono un club di rugby a 15 neozelandese.
La squadra ha sede ad Hamilton in Nuova Zelanda, nella regione del Waikato e rappresenta una delle cinque compagini neozelandesi che partecipano al Super Rugby.
La squadra ha vinto due volte il titolo di campione del Super Rugby (2012 e 2013.

## Cronologia
| Cronistoria dei Chiefs |
| --- |
| - 1995 · Costituzione della franchigia dei Waikato Chiefs - 1996 · 6º Super 12 - 1997 · 11º Super 12 - 1998 · 7º Super 12 - 1999 · 6º Super 12 - 2000 · Cambio denominazione in Chiefs - 2000 · 10º Super 12 - 2001 · 6º Super 12 - 2002 · 8º Super 12 - 2003 · 10º Super 12 - 2004 · 4º Super 12 (sconfitta in semifinale) - 2005 · 6º Super 12 - 2006 · 7º Super 14 - 2007 · 6º Super 14 - 2008 · 7º Super 14 - 2009 · 2º Super 14 (sconfitta in finale per il titolo) - 2010 · 10º Super 14 - 2011 · 5º Conference Nuova Zelanda Super Rugby - 2012 · 1º Conference Nuova Zelanda Super Rugby Campione del Super Rugby (1º titolo) - 2013 · 1º Conference Nuova Zelanda Super Rugby Campione del Super Rugby (2º titolo) - 2014 · 2º Conference Nuova Zelanda Super Rugby (sconfitta nei preliminari) - 2015 · 3º Conference Nuova Zelanda Super Rugby (sconfitta nei preliminari) - 2016 · 3º Conference Nuova Zelanda Super Rugby (sconfitta in semifinale) - 2017 · 3º Conference Nuova Zelanda Super Rugby (sconfitta in semifinale) - 2018 · 3º Conference Nuova Zelanda Super Rugby (sconfitta nei quarti di finale) - 2019 · 3º Conference Nuova Zelanda Super Rugby (sconfitta nei quarti di finale) - 2020 · Conference Nuova Zelanda Super Rugby |

## Allenatori
- 1996-1997  Brad Meurant
- 1998-2000  Ross Cooper
- 2001  John Mitchell
- 2002-2003  Kevin Green
- 2004-2011  Ian Foster
- 2012-2017  Dave Rennie
- 2018-2019  Colin Cooper
- 2020-  Warren Gatland

## Albo d'oro
- Super Rugby: 2
2012, 2013

## Giocatori celebri
- Isaac Boss
- Jonah Lomu
- Caleb Ralph
- Bruce Reihana
- Byron Kelleher
- Marty Holah
- Mark Robinson
- David Hill
- Mark Ranby
- Keith Lowen
- Ian Jones